# Scutula
Scutula är ett släkte av lavar som beskrevs av Louis René Tulasne. Scutula ingår i familjen Pilocarpaceae, ordningen Lecanorales, klassen Lecanoromycetes, divisionen sporsäcksvampar och riket svampar.
Kladogram enligt Dyntaxa:
| Scutula | \| \| Scutula dedicata \| \| \| \| |
|         | \| \| Scutula dedicata \| \| \| \| |
|         | Byssoloma                          |
|         |                                    |
|         | Fellhanera                         |
|         |                                    |
|         | Fellhaneropsis                     |
|         |                                    |
|         | Lopadium                           |
|         |                                    |
|         | Micarea                            |
|         |                                    |
|         | Psilolechia                        |
|         |                                    |
|         | Szczawinskia                       |
|         |                                    |
|         | Scutula dedicata                   |
|         |                                    |

|  | Scutula dedicata |
|  |                  |